# Aiaal Lazarev
Aiaal Lazarev (19 de marzo de 1986) es un luchador kirguís de lucha libre. Compitió en cinco campeonatos mundiales. En el 2015 consiguió el puesto décimo. Octavo en los Juegos Asiáticos de 2010 y noveno en 2014. Consiguió una medalla de oro en Campeonato Asiático del 2015 y de bronce en 2010, 2013 y 2016. Noveno en la Copa del Mundo en 2011. Quinta posición en la Universiada de 2013.